# Цунтай
Цунта́й (кит. упр. 丛台, пиньинь Cóngtái, буквально: «чаща башен») — район городского подчинения городского округа Ханьдань провинции Хэбэй (КНР).

## История
Район был создан в 1980 году, однако сама территория имеет очень древнюю историю. Название «чаща башен» идёт ещё со времени царства Чжао — именно здесь чжаоский ван устраивал смотры своим войскам, и здесь было много высоких башнеподобных теремов. В 1750 году по пути в южный Китай здесь останавливался император Айсиньгьоро Хунли, написавший стихи про Цунтай. В 1961 году Цунтай был описан Го Можо.
30 сентября 2016 года был расформирован уезд Ханьдань, и к району была присоединена значительная часть территории расформированного уезда.

## Административное деление
Район Цунтай делится на 10 уличных комитетов, 3 посёлка и 6 волостей.